# Manoir de la Hamelinière
Le manoir de la Hamelinière est un manoir situé à Champtoceaux, en France.

## Localisation
Le manoir est situé dans le département français de Maine-et-Loire, sur la commune de Champtoceaux.

## Historique
L'édifice est inscrit au titre des monuments historiques en 1968.